# Mélissa Hanus
Mélissa Hanus, née le 8 octobre 1992 à Arlon, est une femme politique belge, membre du Parti socialiste.

## Biographie

### Parcours professionnel
Elle a été enseignante remplaçante dans une école secondaire d'Arlon. Il s’agissait d’un cours d’informatique.

### Parcours politique
En 2018, elle se présente aux élections communales à Étalle, sur la liste PS, elle récolte le 2e score de la commune et intègre de facto le Collège communal où elle siège en tant que 1re échevin.
Au printemps 2019, elle se présente aux élections législatives fédérales belges de 2019, elle est tête de liste PS pour la circonscription de Luxembourg. Avec 12 000 voix de préférence, elle est élue et en septembre 2019 elle prête serment.
À la Chambre elle est membre des Commissions Énergie, Environnement et Climat ainsi que Mobilité, Entreprises publiques et Institutions fédérales.  

## Mandats politiques[2]
- Depuis le 04/12/2018 : Échevine de la commune de Étalle ;
- Depuis le 19/09/2019 : Députée fédéral à la Chambre des représentants de Belgique.